# مستر أولمبيا 2023
بطولة مستر أولمبيا 2023 هي النسخة التاسعة والخمسون من بطولة مستر أولمبيا للمحترفين بكمال الأجسام، أقيمت في مركز مؤتمرات مقاطعة أورانج في أورلاندو بولاية فلوريدا الأمريكية في الفترة من 2 إلى 5 نوفمبر 2023.

## نظرة عامة
استعادت هذه البطولة ألق البطولات السابقة من حيث الحضور الجماهيري والتركيز الإعلامي بعد انتهاء جائحة كورونا، وعقدت في أورلاندو بفلوريدا للمرة الثاتلتت، وقد فاز فيها لأول مرة لاعب كان قد حاز بطولة فئة أخرى من بطولات أولمبيا هي أولمبيا 212 سنة 2021. وكان هذا اللاعب هو الأمريكي ديريك لنسفورد.

### العرب في أولمبيا 2023
شارك لاعبان من الدول العربية هما النيجيري شيندو أندرو أوبييكيا، الذي تنافس باسم الإمارات العربية المتحدة وحل خامسًا، والمصري حسن مصطفى الذي لم يوفق بالمنافسة وحل في المركز الحادي عشر. يُذكر أن أوبييكيا تنافس السنة السابقة باسم الولايات المتحدة الأمريكية وحل في المركز الثامن حينها.

## النتائج الكاملة
يلاحظ قلة التنوع في جنسيات اللاعبين المتنافسين هذه السنة، فقد اقتصر المشاركون على أن يكونوا من الدول الأوروبية (المملكة المتحدة، سلوفاكيا، إيطاليا، ألمانيا، فرنسا)، والولايات المتحدة وكندا وإيران. بالإضافة إلى مصر والإمارات كما سبقت الإشارة إلى ذلك.
يلاحظ أن الكثير من الوجوه الجديدة قد شاركت في هذه النسخة.
| الرقم | الاسم                | الدولة                   | نقاط جولة التحكيم | نقاط النهائيات | المجموع | المركز | الجائزة المالية |
| ----- | -------------------- | ------------------------ | ----------------- | -------------- | ------- | ------ | --------------- |
| 1     | تشيندو أندرو أوبييكا | الإمارات العربية المتحدة | 24                | 27             | 51      | 5      |                 |
| 2     | جوستن شيير           | الولايات المتحدة         | 80                | 75             | 155     | 15     |                 |
| 3     | روس فلانيجان         | الولايات المتحدة         | 75                | DNF            | DNF     | DNF    |                 |
| 4     | حسن مصطفى            | مصر                      | 52                | 57             | 109     | 11     |                 |
| 5     | مايكل كريزانيك       | سلوفاكيا                 | 35                | 35             | 70      | 7      |                 |
| 6     | فيل كلاهار           | الولايات المتحدة         | 80                | 80             | 160     | 16     |                 |
| 7     | سمسون دودا           | المملكة المتحدة          | 13                | 15             | 28      | 3      | $100,000        |
| 8     | طونيو بيرتون         | الولايات المتحدة         | 42                | 40             | 82      | 8      |                 |
| 9     | ريجان جرايمز         | كندا                     | 43                | 45             | 88      | 9      |                 |
| 10    | أندريا بريستي        | إيطاليا                  | 61                | 58             | 119     | 12     |                 |
| 11    | ديريك لنسفورد        | الولايات المتحدة         | 7                 | 6              | 13      | 1      | $400,000        |
| 12    | رومان فريتز          | ألمانيا                  | 70                | 70             | 140     | 14     |                 |
| 13    | تشارلز جريفين        | الولايات المتحدة         | 53                | 51             | 104     | 10     |                 |
| 14    | براندون كيري         | الولايات المتحدة         | 21                | 20             | 41      | 4      |                 |
| 15    | هنتر لابرادا         | الولايات المتحدة         | 30                | 28             | 58      | 6      |                 |
| 16    | ثيو ليجوارييه        | فرنسا                    | 65                | 65             | 130     | 13     |                 |
| 17    | هادي تشوبان          | إيران                    | 7                 | 9              | 17      | 2      | $150,000        |

 = حامل لقب مستر أولمبيا لهذه السنة أو من سنوات سابقة.